# Pheroliodes neuquinus
Pheroliodes neuquinus är en kvalsterart som beskrevs av Baranek 1986. Pheroliodes neuquinus ingår i släktet Pheroliodes och familjen Pheroliodidae. Inga underarter finns listade i Catalogue of Life.